# Obżyłe
Obżyłe (ukr. Обжиле) – wieś na Ukrainie, w obwodzie odeskim, w rejonie podolskim, w hromadzie Bałta. W 2001 liczyła 869 mieszkańców, spośród których 847 wskazało jako ojczysty język ukraiński, 15 rosyjski, a 7 mołdawski.